# Ahlfeldite
L'ahlfeldite è un minerale appartenente al gruppo della cobaltomenite.